# クリプトコリネ
クリプトコリネ（Cryptocoryne  Fisch. ex Wydl.）はインド、東南アジア全域、パプアニューギニア原産のサトイモ科水生植物であり、英名はCryptocoryne(クリプトコリネ)である。ロゼット型に広がる草体を持ち、葉の形、大きさは様々である。葉の大きさは、小さな種は数センチほどだが、大きな種は数十センチを超える。年に数回、独特の形の花を咲かせる。サトイモ科の花は仏炎苞（ぶつえんほう）に包まれた独特の花を咲かせるが、クリプトコリネの花はその中でも特に変わった形をしていて、種によって大きく異なる。広範囲の様々な環境に生息し、上流域の清流から下流域の汽水、湿地から川の中と棲み処の幅は広い。雨季と乾季の水位差が激しい地域に住むものも多く、多くの種類は環境により水中葉と水上葉を切り替えて生育する。

## 奇妙な花

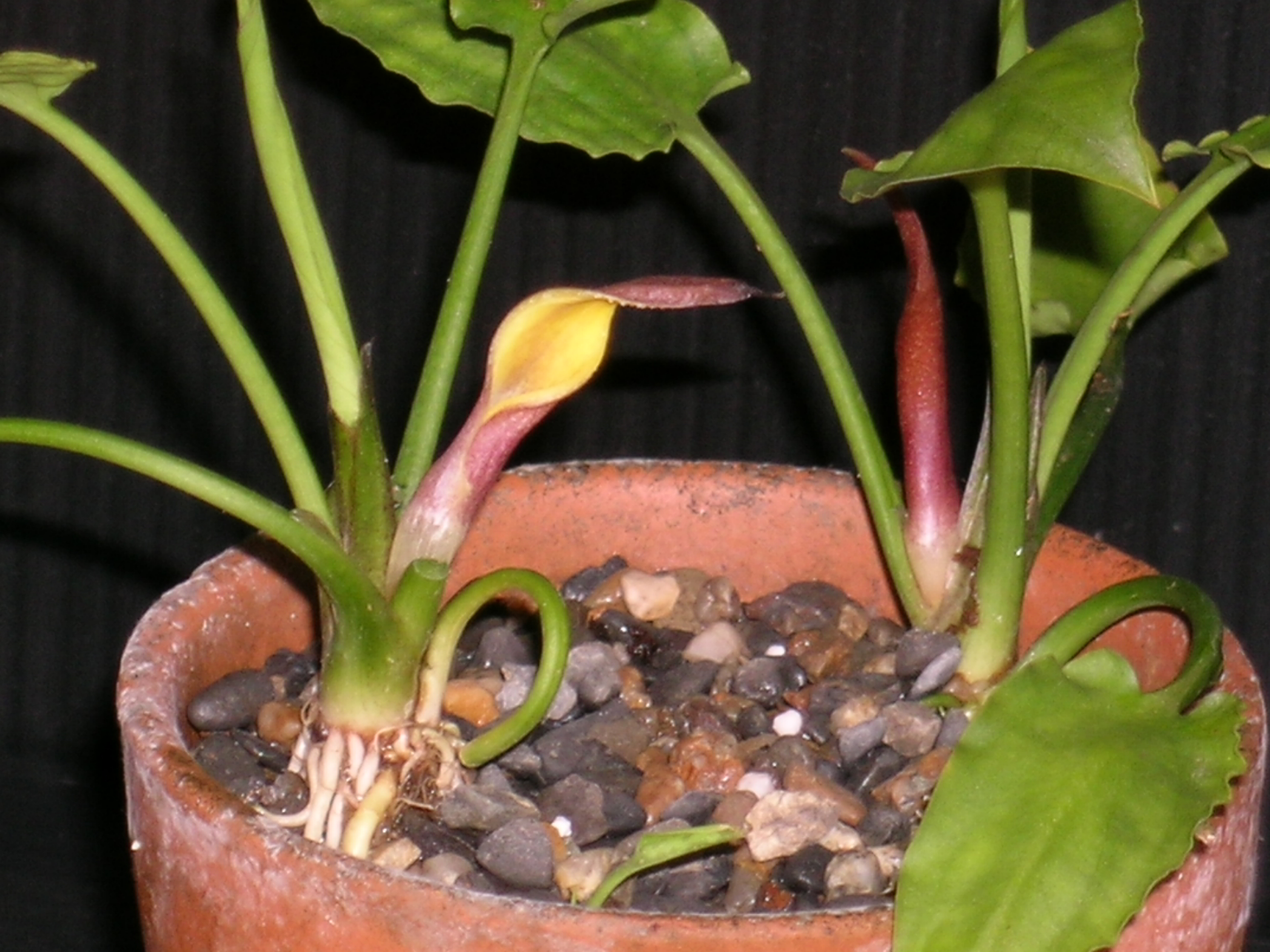
"Cryptocoryne pontederiifolia"
クリプトコリネ・ポンテデリイフォリアの花
上に伸びたパイプ状の仏炎苞の中に、おしべとめしべが隠れている。

煙突のように上に突き出た小さな花を咲かせる。色や形は種によって大きく異なり、花を観察することによって種の同定を行う場合が多い（葉は別種でも形が似ているものや、同種でも地域差で別種のような姿をしたものも多く、花の方が確実に同定が可能）。野生下では、本体のケトルが土や水に埋もれていても、花だけをシュノーケルのように高く突き出して咲かせる場合もあり、地面や水面から花が頭をのぞかせる、何とも不思議な光景を作り出す。多くの花は、細長く突き出たラッパのような形だが、クリプトコリネ クリスパツラのように栓抜きのような螺旋型をした種なども存在する。
参考：クリプトコリネの花画像

## 利用
アクアリウムにて観賞目的で栽培されることが多い。欧米では古くから園芸植物としても人気があるが、日本においては、園芸植物として、かなりマイナーな部類であろう。日本で栽培している人のほとんどはアクアリストである。

## 栽培

### 水中栽培
完全に沈水した状態で栽培することも出来るので、アクアリウムにて栽培されることも多い。
クリプトコリネの産地は熱帯魚の産地でもあり、多くの熱帯魚が好むような環境である。そのため、コミュニティタンクや水草水槽にてクリプトコリネを使用するケースは多い。
急な環境変化を嫌い、落ち着いた環境を好む種が多いため、急激な温度変化、急に水質が変わるほどの大量の水換え、頻繁な植え替えなどは避ける。また、多くの種において、日本での越冬の際には観賞魚用のヒーターなどで保温する必要がある。

### 気中栽培
アクアリウムで水中栽培する場合が多いが、高湿度で冬場も気温を高く保てるなら、気中での栽培も可能である。
テラリウムで育てる場合もあるが、水を浅く張った水槽に植木鉢を並べ、根が水に浸かるようにした状態にて栽培することが多い。後者の方法のほうが植え替えなど管理は楽であり、コレクションを行う場合には適している。
用土はミズゴケや赤玉土、砂利、山野草園芸用の土などが使われる。多くの種において、日本での越冬の際にヒーターで保温する必要がある。水を浅く張った水槽の場合、観賞魚用のヒーターを使うことも出来る。
その他の気中栽培における保温方法は→テラリウムの項でテラリウムの保温方法を参照。
気中栽培においても、落ち着いた環境を好み、頻繁な植え替えや、急激な温度変化、ケージ内の水質の急変など、環境の急変を嫌う。

### 一般的性質
性質は種によって異なり、栽培が容易な種もあれば困難な種もあるのだが、多くの種は環境の急変を嫌い、落ち着いた環境を好む。頻繁な植え替えや急激な水質変化を嫌う種が多い。
環境が合わないと溶けるように枯れてしまうが、根が残っていれば再生する場合が多い。溶けるように枯れる、通称「溶け」といわれる現象は、一株で起きると隣接するクリプトコリネへ次々と伝播していくこともあるので、注意が必要。
原産地が東南アジアの熱帯域で、ジャングルに生息する種が多いため、弱酸性の軟水を好む。タンニンを多く含んだブラックウォーターを好む種も多い。

### 繁殖
栽培下では株分けによる繁殖を行う。

## クリプトコリネの野生下での現状
野生のクリプトコリネを取り巻く状況はかなり悪い。絶滅しそうな種、新たに絶滅していく種が数多くある。

### ジャングルの開発という環境破壊
鉱山や道路を作るため、木材を確保するため、プランテーションを作るため、様々な目的でジャングルは切り開かれ、年々、その規模が小さくなっていく。鉱山や工場が川の近くに出来れば、水質は悪化し、クリプトコリネを含む多くの水草は暮らせなくなる。環境が破壊・汚染されているということは、クリプトコリネに限らず、多くの生物の生活を脅かす問題である。

### 乱獲
流通している多くは栽培物であるが、野生採集のクリプトコリネも少なからず流通しているし、その人気も一部のマニアには高い。採集圧というものは、多くの生物種において種の存続を脅かすものであるが、クリプトコリネも例外ではない。ジャングルの奥地から持ち出されることにより、激減に拍車を掛けているというのは否めない。しかし、この手の植物は正確な個体数調査などはされていないし、そもそも困難なため、生息数や減少率の具体的な実態はわかり難い。

## クリプトコリネの仲間
クリプトコリネの種の同定は難しい。同種でも、環境や地域差によって大きさ・葉の色・形態が大きく変化し、葉では見分けが付きにくい種も多い。確実に種の同定を行うために、花を観るという方法がとられることが多い。

### クリプトコリネ・ウェンティ
【学名】Cryptocoryne wendtii 【原産】スリランカ中央部および北部
丈夫でポピュラーな種である。色や葉の形にはいくつかのバリエーションが存在する。葉も茎も明るい緑色で、フラットな葉をした「グリーンタイプ」や、少し茶色がかって縮れた葉をした「ブラウンタイプ」などがある。写真の赤茶色で縮れた葉をしている個体は、欧州のトロピカ・ファームから出荷されている系統で「ウェンティ・トロピカ」という種名で流通しているものである。ウェンティのブラウンタイプを原型に改良した種である、と多くの図鑑や飼育書にはあるが。生産者であるトロピカ社のHP上での品種説明には「東南アジアに分布」と書いてあるものの、「改良種である」という旨の文はない。新しい改良種では、「ウェンティー・グリーン・ゲッコー」という、東南アジアで作られた改良種も流通している。ウェンティー系統は、全般にクリプトコリネとしては小型の部類だが、品種や地域差によってサイズが多少異なる場合がある。また、環境によっては葉の色や形が変化したり、縦横にボリュームを増し大型化する場合もある。

### クリプトコリネ・ベケッティ
【学名】Cryptocoryne becketii 【原産】スリランカ西南部（ウエットランド）
比較的丈夫な種であるが、植え替えは嫌う。ツヤのある葉を持つ。少し茶色っぽい縮れた葉を持つ「ペッチィ」というタイプも存在する。以前は「ペッチィ」と「ベケッティ」は別種であると考えられていたが、最近の分類では、少し形態が違う同種とされる。「ペッチィ」は「ベケッティ」の矮小種であり、あまり大きくならない。この種は、約60年前からアクアリウム・ホビイストたちに親しまれている歴史の古い水草のひとつである。

### クリプトコリネ・バランサエ
【学名】Cryptocoryne crispatula var. balansae  【原産】タイ　インドシナ半島
アポノゲティフォリアに似た凹凸のあるテープ状の細長い葉を持つ。丈夫で成長が早く、環境によっては葉の長さが1m近くに達する。

### クリプトコリネ・ワルケリー
【学名】Cryptocoryne walkeri 【原産】スリランカ
ポピュラーで、東南アジアのファームでも盛んに栽培されている。丈夫で育成は容易。ランナーを出して子株を次々に出す。

### クリプトコリネ・ウンデュラータ
【学名】Cryptocoryne undulata 【原産】スリランカ
丈夫でポピュラーな種のひとつ。ウェンティと似ているが、こちらは葉のふちが縮れておりし、質感も見比べると異なる。

### クリプトコリネ・キリアータ
【学名】Cryptocoryne ciliata var. ciliata 【原産】タイ、インドネシア、マレーシア、ニューギニア
40センチ近くになる大型種。明るい緑色で笹の葉のように尖った葉を持つ。汽水域にも生息する丈夫な種で、やや硬度の高い水を好む。

### クリプトコリネ・パルバ
【学名】Cryptocoryne parva 【原産】スリランカ
大きくなっても5センチほどにしかならない小型種。芝のように茂るが、成長は他の似たような水草に比べ遅い。

### クリプトコリネ・コルダータ
【学名】cryptocoryne cordata 【原産】タイ、マレーシア、ボルネオ
美しい黄色い花を持つポピュラー種。安定した環境を用意すれば比較的容易に育てられる。地域変異が多い種。
なお本種の改良品種に"ロザエネルヴィス"と呼ばれる斑入りの品種があり、人気が高い。

### クリプトコリネ・アルビダ
【学名】Cryptocoryne albida 【原産】タイ南部、ミャンマー南部
細長い葉を持ち、環境によって緑色から赤褐色に葉色を変化させる。美しく育てるためには明るく安定した環境が必要。

### クリプトコリネ・スワイテシィ
【学名】Cryptocoryne thwaitecii 【原産】スリランカ西南部（ウエットランド）
紫がかった濃緑色をしている。最近は流通量が減っている種。育成は難しく、水中より気中栽培で育てた方よい。

### クリプトコリネ・アポノゲティフォリア
【学名】Cryptocoryne aponogetifolia 【原産】フィリピン、ルソン島南部
細長くてウェーブのようなシワが入った、深緑の葉を持つ。別種の水草「アポノゲトン」に似た感じの葉を持つ。葉の長さは30センチ以上に達するため、水深のある水槽での栽培が望ましい。

### クリプトコリネ・ポンテデリイフォリア
【学名】Cryptocoryne pontederiifolia　【原産】スマトラ、パダン、アチェ州
明るい黄緑色をした葉を持つが、環境の変化で葉が赤みを帯びることもある。比較的、栽培が容易な種で、水上では花を咲かせやすい。葉長は大きいもので18センチほど。